# Assunção da Virgem Maria (Tintoretto)
Assunção da Virgem Maria é uma  pintura a óleo sobre tela de c.1555 de Tintoretto, atualmente no I Gesuiti. Ela e a Apresentação no Templo (Accademia) foram ambas originalmente pintadas para a igreja de Santa Maria dei Crociferi. Sua coloração é semelhante à de Paolo Veronese e Carlo Ridolfi escreveu sobre ela que originalmente Veronese havia ganhado a encomenda para ela antes de Tintoretto tirá-la dele, prometendo produzir a obra no estilo de Veronese.